# Saransware-Mori
Saranswaré-Mori Berete est né vers 1830. Il fut un prestigieux et valeureux chef en haute Guinée. Il avait fondé un petit État militaire qui avait pour capitale Sirambadougou. Il fut plus tard un allié de Samory Touré. Il mourut en 1920 à Tinti-Oulen, à 22 km de Kankan.